# Slobodan Jevtic
Pour les articles homonymes, voir Jevtic.
 (octobre 2024).
La mise en forme du texte ne suit pas les recommandations de Wikipédia : il faut le « wikifier ».
Les points d'amélioration suivants sont les cas les plus fréquents. Le détail des points à revoir est peut-être précisé sur la page de discussion.
- Les titres sont pré-formatés par le logiciel. Ils ne sont ni en capitales, ni en gras.
- Le texte ne doit pas être écrit en capitales (les noms de famille non plus), ni en gras, ni en italique, ni en « petit »…
- Le gras n'est utilisé que pour surligner le titre de l'article dans l'introduction, une seule fois.
- L'italique est rarement utilisé : mots en langue étrangère, titres d'œuvres, noms de bateaux, etc.
- Les citations ne sont pas en italique mais en corps de texte normal. Elles sont entourées par des guillemets français : « et ».
- Les listes à puces sont à éviter, des paragraphes rédigés étant largement préférés. Les tableaux sont à réserver à la présentation de données structurées (résultats, etc.).
- Les appels de note de bas de page (petits chiffres en exposant, introduits par l'outil «  Source ») sont à placer entre la fin de phrase et le point final[comme ça].
- Les liens internes (vers d'autres articles de Wikipédia) sont à choisir avec parcimonie. Créez des liens vers des articles approfondissant le sujet. Les termes génériques sans rapport avec le sujet sont à éviter, ainsi que les répétitions de liens vers un même terme.
- Les liens externes sont à placer uniquement dans une section « Liens externes », à la fin de l'article. Ces liens sont à choisir avec parcimonie suivant les règles définies. Si un lien sert de source à l'article, son insertion dans le texte est à faire par les notes de bas de page.
- La présentation des références doit suivre les conventions bibliographiques. Il est recommandé d'utiliser les modèles {{Ouvrage}}, {{Chapitre}}, {{Article}}, {{Lien web}} et/ou {{Bibliographie}}. Le mode d'édition visuel peut mettre en forme automatiquement les références.
- Insérer une infobox (cadre d'informations à droite) n'est pas obligatoire pour parachever la mise en page.

Pour une aide détaillée, merci de consulter Aide:Wikification.
Si vous pensez que ces points ont été résolus, vous pouvez retirer ce bandeau et améliorer la mise en forme d'un autre article.
Slobodan Jevtić, dit Slobo, dit Pulika, né en 1934 à Valjevo en Serbie (Yougoslavie) est un artiste peintre et décorateur franco-serbe.

## Biographie
Depuis 1965, il vit et crée en France, à Paris, puis en Auvergne où il s'est installé en 1969 avec sa femme et leurs deux enfants.
Il a étudié l'architecture à la Faculté d'architecture de Belgrade et il est diplômé de scénographie dans la classe du Professeur Serban, à l’Académie des Arts Appliqués de Belgrade.

## Scénographe, assistant décorateur et chef décorateur au théâtre et au cinéma
Entre autres:
- 1959-1960: Le Concierge, Atelier 212, Belgrade, texte d’Harold Pinter, mise scène: Arsa Jovanović.
- 1960-1961: L'Histoire d'Irkoutsk, Théâtre populaire de Belgrade.
- 1962: Fuenteovejuna de Lope de Vega
- 1962: Sasa, Radenko Ostojić.
- 1964: Les Drakkars, Jack Cardiff.
- 1965: La Fabuleuse Aventure de Marco Polo, Denys de La Patellière.
- 1968: Un château en enfer, Sydney Pollack.
- 1981: Une saison de paix à Paris, Predrag Golubović.

## Artiste peintre: expositions et directions artistiques
Depuis 1964, il expose régulièrement dans des galeries, salons, musées et ambassades, en ex-Yougoslavie (au Musée Populaire de Valjevo (1971), en Serbie, aux USA (Silver Spring, Atlanta, Washington DC), au Japon (Galerie d’Art Yomiuri en 1981 et au Salon Comparaison en 1987), en Allemagne, en France: au Centre de Loisirs et Rencontres de Clermont-Ferrand (1976); en 1980 à la Galerie Moulin Rouge – Fondation Boris Vian (Paris), au centre culturel de Serbie à Paris (2009) ou en 2016 à Eus au Centre Boris Vian. À la salle Gilbert Gaillard à Clermont-Ferrand en 2016 ou au Musée de Murol en 2024.
En 1982, il a organisé le Festival d'Aulnat. Il est le fondateur (1984) et directeur artistique (jusqu'en 2014) de l'AMAC (Association du Musée d'Art Contemporain) de Chamalières (Auvergne), et le fondateur (1988) et directeur artistique (jusqu'en 2014) de la Triennale Mondiale d'Estampes de petits formats (Chamalières). 
En 2002, il est nommé par l'hebdomadaire l’Express comme l'une des "100 personnalités qui font bouger Clermont-Ferrand”.
Il est récipiendaire de nombreux prix dont celui d'Aimé-Coulaudon.
Ses œuvres sont en couverture de plusieurs livres dont celui d'André Soler, La gentillesse (2013), ou illustrant l'article "Convoitise européenne sur le lithium serbe" (in-Monde diplomatique, septembre 2022, p. 8).

## Artiste peintre muraliste
Depuis les années 80, il peint avec son équipe des peintures murales en trompe l'oeil, de dimensions monumentales,, comme celle illustrant la Bataille de la Kolubara (réalisée en 2022 à Mionica, Serbie). Mionica, ville à laquelle il a fait une donation d'une partie de ses oeuvres.